# Elisabeth Gerdts-Rupp
Elisabeth Gerdts-Rupp, geb. Elisabeth Rupp, (* 23. November 1888 in Ravensburg; † 18. März 1972 in Radolfzell) war eine zweifach promovierte deutsche Juristin, Lyrikerin und Ethnologin.

## Leben
Der Vater von Elisabeth Gerdts-Rupp war der Generalstaatsanwalt und Ministerialdirigent Erwin von Rupp (1855–1916), ihre Mutter Marie, geb. Volz (1866–1945). Sie hatte zwei Geschwister: die Bildhauerin Maria (1891–1956) und den Richter des Bundesverfassungsgerichts Hans Georg (1907–1989).
Elisabeth Rupp machte 1906 ihr Abitur am Privaten Mädchengymnasium in Stuttgart, das zweite Mädchengymnasium Deutschlands, in dem Mädchen ab 1904 ihr Abitur machen konnten. Anschließend studierte sie auf Wunsch der Eltern an den Universitäten in Straßburg, Leipzig und Berlin Jura. Sie promovierte 1913 in Straßburg über „Das Recht auf den Tod“, angeregt durch den angekündigten Suizid eines Freundes. Neben dem Jurastudium interessierte sich Elisabeth Rupp für Kunst, Musik und Literatur.
Nach einem Aufenthalt in Berlin, wo sie in einem Verein für Sozialarbeit arbeitete, zog sie 1916 in das Haus der Großeltern in Reutlingen und veröffentlichte ihren ersten Gedichtband „Wiesenlieder“, 1918 folgte der zweite „Wolke, Wiese, Welt“. Sie lernte Hermann Hesse kennen, mit dem sie eine kurze Affäre hatte. Beide interessierten sich für die indische Philosophie. 1921 erschien ihr autobiografischer Entwicklungsroman „Im Zweige – Roman meiner Jugend“.
1922 ging sie für ein Jahr als Hauslehrerin mit einer deutschen großbürgerlichen Familie nach Argentinien. Die Überfahrt unternahm sie mit dem Luxusdampfer Cap Polonio. Die Eindrücke dieses Auslandsaufenthalts in einem abgelegenen Wohnsitz verarbeitete sie in „Mariquina – Aufzeichnungen aus der grünen Wüste“. Auf der Rückreise 1923 lernte sie den Seeoffizier Johannes Gerdts (1885–1945) kennen, den sie nach der Ankunft des Schiffes in Hamburg heiratete. Gerdts übernahm im Oktober 1943 das Kommando auf der Cap Arcona (Schiff, 1927). Er nahm sich am 20. Februar 1945 an Bord der Cap Arcona das Leben.
1925 begann sie ein Zweitstudium der Völkerkunde und Geografie, einer ihrer Dozenten war Augustin Krämer, das sie 1934 an der Tübinger Eberhard-Karls-Universität mit einer zweiten Promotion abschloss. Anschließend unternahm sie Studienreisen nach Nordafrika, Südamerika und Vorderasien. Ab 1939 arbeitete sie zunächst als ehrenamtliche Assistentin am Völkerkundlichen Institut der Tübinger Universität Tübingen und hielt dort ab 1943 und in der unmittelbaren Nachkriegszeit den Lehrbetrieb aufrecht. Sie ist mitverantwortlich für die geografische Ausrichtung der Völkerkunde in Tübingen und den Erhalt der völkerkundlichen Sammlung des Sammlungsgründers Augustin Krämer und seiner Frau Elisabeth Krämer-Bannow. Sie nahm am ersten Treffen deutscher Anthropologen 1946 in Frankfurt am Main teil und wurde erst ab 1947 für ihre Tätigkeiten im Lehrbetrieb bezahlt. Unter ihren Studenten waren Friedrich Kussmaul, Heinz Walter und Hermann Bausinger.
Das Reutlinger Haus wurde bei einem Bombenangriff am 1. März 1945 völlig zerstört, Gerdts-Rupp lebte gemeinsam mit ihren Katzen bis zum Ende der 1950er-Jahre in den Räumen des Tübinger Schlosses; dort war auch das Völkerkundliche Museum untergebracht. Ihren Lebensabend verbrachte Elisabeth Gerdts-Rupp ab 1960 in Mettnau am Bodensee, wo sie sich im Naturschutz engagierte. 1968 veröffentlichte sie den Gedichtband „Tier und Landschaft“.

## Werke
- Das Recht auf den Tod. Stuttgart 1913
- Wiesenlieder. Ein Band Gedichte. Berlin 1916
- Wolke, Wiese, Welt. Neue Gedichte. Stuttgart 1918
- Im Zweige. Bern 1921
- Malén und Eobar. Vom Anfang einer Liebe, eine Dichtung in Prosa. Bern 1922
- Überfahrt. Neue Gedichte. Tübingen 1926
- Fohlenweide auf der Alb.
- Magische Vorstellungen und Bräuche der Araukaner im Spiegel spanischer Quellen seit der Conquista. Hamburg 1937
- Hotoma. GedS. 64–66.ichte und Übertragungen. Tübingen 1948
- Mariquina – Aufzeichnungen aus der grünen Wüste. Tübingen 1950
- Tier und Landschaft. Gedichte aus fünf Jahrzehnten. Tübingen 1968
- Im Zweige. Erlebnis einer Jugend (hrsg. von Hermann Bausinger), Eggingen 2005, ISBN 3-86142-318-9